# Bibbia poliglotta

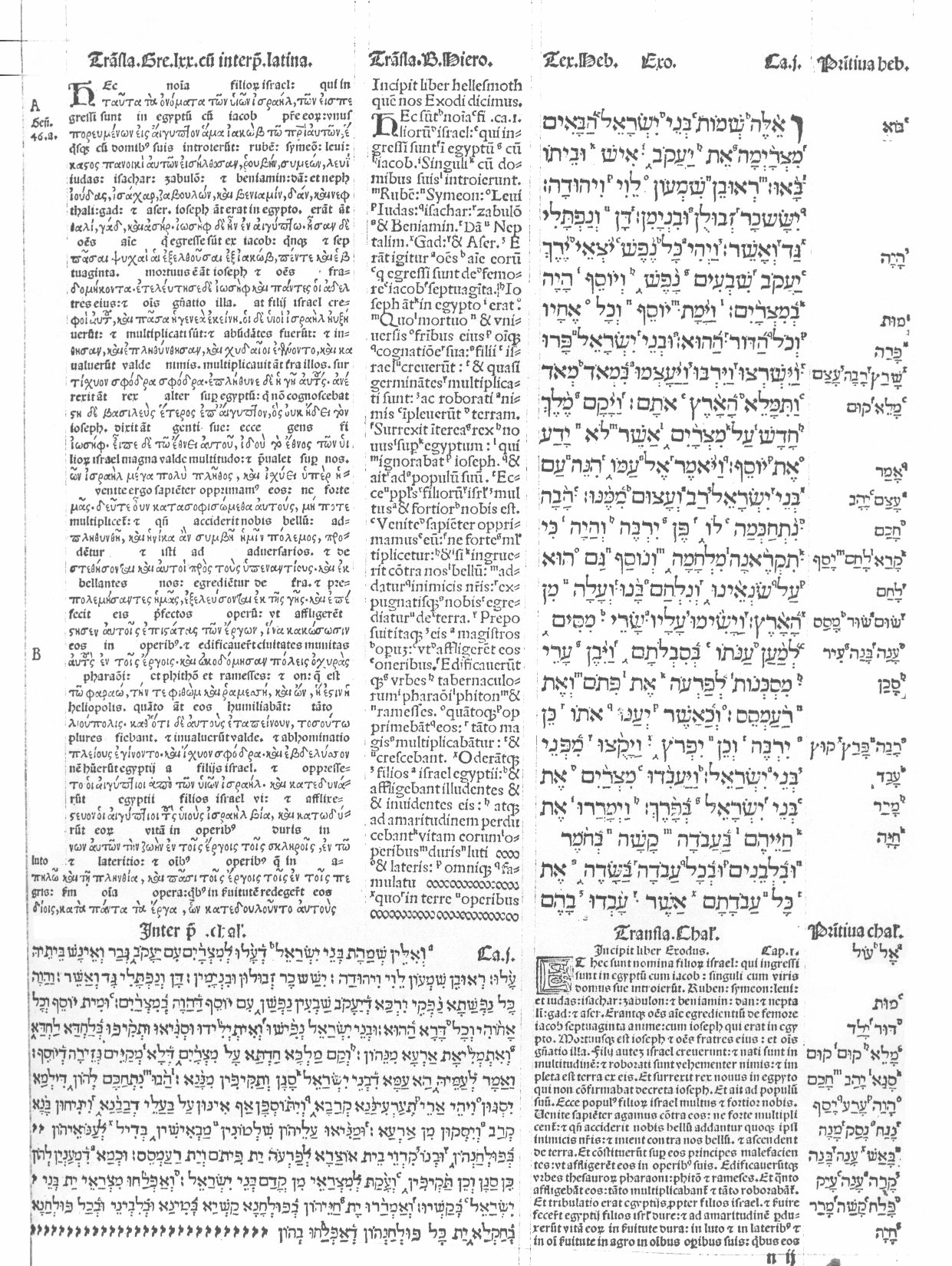
Bibbia Poliglotta Complutense, pagina dell'Antico Testamento

Biblia Sacra Polyglotta, edidit B. Walton, Graz: Akademischen Druck- u. Verlagsansstalt, 1963, edizione fotomeccanica de Londinii: excudebat Thomas Roycroft, 1653-57
(Copia presente nella Biblioteca Scarabelli, proviene dal Convento dei Cappuccini di Caltanissetta)

Una Bibbia poliglotta è una edizione della Bibbia stampata in più lingue.

## Esempi
- Exapla o Esapla (in greco: Ἑξαπλά, sestupla) era un'edizione esegetica del Vecchio Testamento compilata da Origene di Alessandria prima del 245 e perduta nel VII secolo. L'opera era costituita da sei versioni della Bibbia, che erano disposte su sei colonne affiancate: il testo consonantico ebraico, una traslitterazione detta Secunda del testo ebraico in caratteri greci, la traduzione greca eseguita da Aquila di Sinope, la traduzione greca di Simmaco l'Ebionita, una versione critica della Septuaginta, la traduzione greca di Teodozione.
- La Bibbia Poliglotta Complutense è la prima edizione a stampa dell'intera Bibbia. Iniziata e finanziata dal cardinale Francisco Jiménez de Cisneros, arcivescovo di Toledo, fu stampata ad Alcalá de Henares in Spagna tra 1514 e 1517 in sei volumi da Arnao Guillén de Brocar. I primi quattro contengono l'Antico Testamento; ogni pagina è divisa in tre colonne di testo verticali e parallele: in ebraico la esterna, la Vulgata latina nel mezzo e la Septuaginta greca in quella più interna. Nel Pentateuco è stato aggiunto il testo in aramaico (il Targum Onkelos) e la sua traduzione in latino nella parte inferiore della pagina. Il quinto volume, contenente il Nuovo Testamento, consiste in colonne parallele del testo in lingua greca e del testo in lingua latina della Vulgata. Il sesto volume contiene diversi dizionari in ebraico, aramaico e greco, oltre ad alcune appendici.
- Lo Psalterium, ossia il Libro dei Salmi curato da Agostino Giustiniani, vescovo di Nebbio pubblicato a Genova il 16 ottobre 1516 dal tipografo milanese Pietro Paolo Porro[1]. Il testo biblico veniva presentato in otto colonne parallele nelle quali erano riprodotte, nell'ordine, il testo originale ebraico, la sua traduzione letterale in lingua latina ad opera dello stesso Giustiniani, la versione della Vulgata, il testo in lingua greca antica della Septuaginta, il testo arabo, il Targum in aramaico, la traduzione latina di quest'ultimo e, infine, gli scolii di commento. L'ambizioso progetto del Giustiniani di una Bibbia poliglotta completa non fu portato a termine per difficoltà finanziarie[2].
- La Bibbia poliglotta di Anversa (Biblia Polyglotta o Biblia Regia), opera finanziata del re Filippo II di Spagna, curata da vari studiosi coordinati dall'orientalista spagnolo Benito Arias Montano e stampata ad Anversa dall'importante tipografo Christophe Plantin tra il 1569 e il 1572. Montano usò i manoscritti della Bibbia Poliglotta Complutense corretti da Alfonso di Zamora e aggiunse la versione in siriaco del Nuovo Testamento meglio conosciuta come (Peshitta) oltre che la versione in lingua aramaica di numerosi libri del Vecchio Testamento. Il testo in Lingua ebraica fu riveduto dal testo ebraico di Jacob ben Hayyim ben Isaac ibn Adonijah. Il Nuovo Testamento in siriaco risalente al V secolo era basato su manoscritti del II secolo, The International Standard Bible Encyclopedia ha scritto: <<[...] il valore della Pescitta [siriaca] per il lavoro di critica testuale è comunemente riconosciuto. Si tratta di uno dei primi e più importanti testimoni delle tradizioni antiche>>.
- La Bibbia poliglotta di Parigi si ispirava alla poliglotta di Anversa e fu edita in dieci volumi a cura del consigliere di stato francese Guy Michel Le Jay fra il marzo 1628 e l'ottobre 1645 presso lo stampatore Antoine Vitré di Parigi. Presenta le versioni in lingua ebraica, samaritana, caldea, greca, siriaca, latina e araba. Comprende fra l'altro i primi testi dell'Antico Testamento stampati in siriaco a cura di Gabriel Sionita e Abramo Ecchellense, anche il Pentateuco samaritano e una versione di Jean Morin (Joannes Morinus)[3]. Tra i collaboratori figura Filippo d'Aquino.
- La Bibbia poliglotta di Londra edita dal vescovo anglicano Brian Walton fra il 1653 e il 1657; ispirata anch'essa alla poliglotta di Anversa, completa la Bibbia poliglotta di Parigi aggiungendo in particolare una versione in lingua persiana[4] e antiche traduzioni della Bibbia in etiopico.